# Sergei Anatoljewitsch Michailow
Sergei Anatoljewitsch Michailow (russisch: Сергей Анатольевич Михайлов; * 7. Februar 1958 in Moskau, Russische Sozialistische Föderative Sowjetrepublik, UdSSR) ist ein russischer Geschäftsmann und der mächtigste Pate des größten und einflussreichsten russischen kriminellen Syndikats "Solnzewskaja Bratwa". Er ist besser bekannt unter seinem Spitznamen „Michas“.
Michailows Anwalt Sergei Pogramkow bestreitet die kriminelle Zugehörigkeit seines Klienten. Dies sei ein Mythos, so Pogramkow, überhaupt existiere die organisierte Kriminalität lediglich auf Zeitungsseiten.

## Herkunft und Jugend
Geboren und aufgewachsen ist Michailow im Moskauer Bezirk Solnzewo, wo er bis in die 1990er Jahre in der Nowoperedelkinskaja Uliza (Straßenname) lebte. Sein Vater arbeitete beim Gashavariedienst und bei der Betriebsfeuerwehr in der Moskauer Forschungseinrichtung „Plastik“, die sich mit Fragestellungen der Polymerverarbeitung beschäftigte. Seine Schwester heißt Tatjana Samochina.
Als junger Mann machte Michailow im Zentrum Moskaus eine Ausbildung zum Oberkellner mit Englischkenntnissen im Hotel „Sowjetskaja“, wo er nachher sechs Jahre lang seinen Beruf ausübte. Nach Informationen der russischen Sicherheitsbehörden arbeitete er zudem in den Restaurants „Chrustalnyj“ und „Sewastopol“. In seiner Freizeit widmete er sich dem griechisch-römischen Ringen und war zu Sowjetzeiten in diesem Kampf- und Kraftsport Kandidat für den Meistertitel.
1984 wurde er im Alter von 26 Jahren wegen Versicherungsbetrugs verurteilt. Er stahl sein eigenes Motorrad und kassierte von seiner Versicherung eine Entschädigungssumme. Das Moskauer Stadtgericht verurteilte ihn zu drei Jahren Gefängnis auf Bewährung. Er verbrachte über ein halbes Jahr in Untersuchungshaft und wurde dann als Ersttäter vorzeitig entlassen. Als Verurteilter konnte er nun im Restaurant nicht weiterbeschäftigt werden. Mehrere Jahre verrichtete er niedrig bezahlte Arbeiten in der Forschungseinrichtung „Plastik“ und in einer nicht näher genannten Kooperative.
Ende der 1980er Jahre versuchte Michailow mit wenig Erfolg, für chinesische Wushu-Kämpfer eine Tour durch die UdSSR zu organisieren.
Ebenfalls Ende der 1980er machte Michailow seine ersten Schritte als Unternehmer. Am Flughafen Moskau-Wnukowo handelte seine Kooperative mit Blumen und verschiedenen Bedarfsartikeln, und zwar neben den Verkaufsständen von Semjon Judkowitsch Mogilewitsch. Damals lernten sich die beiden späteren Mafiabosse kennen und freundeten sich an.

## Aufbau der Solnzewo-Bruderschaft
Es gelang ihm als erfolgreichem Kampfsportler und ehemaligem Gefängnisinsassen, die Jugend von Solnzewo um sich und seinen Sportkollegen Viktor Awerin zu scharen. Zu einem treuen Begleiter wurde Jewgenij Ljustarnow, der 1976 unter Mordanklage gestanden hatte, dann aber für unzurechnungsfähig erklärt und in die Freiheit entlassen wurde. Michailow begann Sportklubs zu gründen, indem er arbeitslose, aggressive junge Männer aus demselben Bezirk anwarb. Gemeinsam mit Awerin gründete er in der zweiten Hälfte der 1980er Jahre eine neue kriminelle Gruppierung und nannte sie nach dem Bezirk Solnzewo „Solnzewskaja“. Angesichts der Bedrohung seitens einer tschetschenischen Gruppierung verbündete sich Michailow 1989 mit Sergei Timofejew (Deckname: Silvestr), dem Anführer der Orechowskaja Gruppierung, die hauptsächlich aus Sportlern und Ringern bestand. Bis Ende der 1980er Jahre schützte und kontrollierte die Brigade mit ihren Anführern Michailow, Awerin und Timofejew bereits mehr als 20 Wirtschaftsunternehmen in Stadt und Oblast Moskau, darunter den ehemaligen Arbeitgeber Michailows – Hotel „Sowjetskaja“.

## Erpressung
Als Michailow zusammen mit seinen Kumpanen Timofejew, Awerin und Ljustarnow im Dezember 1989 wegen Erpressung von Geld und Autos der Marke Volvo verhaftet wurde, nannten die in diesem Fall aussagenden Zeugen 24 Unternehmen, die den „Schutz“ seiner Brigade genossen. Dazu zählten vor allem zahlreiche Restaurants, wie „Pokrowka“, „Olimp“, „Turist“, „Kometa“, „Aist“, „Nil“, „Jakor“. In einigen dieser Gaststätten lagerte die Brigade ihre Waffen. Von der Solnzewskaja erpresst wurde der Vorsitzende der Kooperative „Fond“ Wadim Rosenbaum. Zunächst hatte Rosenbaum seinen Freund Arkadij Margolin gebeten, Leute zu finden, die ihn vor Racketeers schützen könnten. Margolin machte Rosenbaum mit den „Sportlern“ Michas, Awera und Silvestr bekannt. Rosenbaum gab später bei der Untersuchung an, dass bei ihrer ersten Begegnung die „Sportler“ kein Geld wollten, sondern eine Reise nach Westdeutschland sowie neue Pkw wie Volvo oder Mercedes-Benz. Rosenbaums deutscher Geschäftspartner Armen Heck besorgte für Michailow und Awerin, die extra nach Deutschland kamen, jeweils einen Volvo, und Rosenbaum zahlte dafür. Zwei Fahrzeuge waren allerdings eine zu geringe Bezahlung für die geleisteten Schutzdienste. So vergab Rosenbaum Michailow, Awerin und Ljustarnow verschiedene fiktive Posten in seiner Kooperative und zahlte ihnen monatlich ein für damalige Zeiten sehr hohes Gehalt (über 1.000 Rubel): Michailow wurde Chef der Einkaufsabteilung, Awerin stellvertretender Vorsitzender für Sport- und Gesundheitsfragen, Ljustarnow bevollmächtigter Direktor. In Wirklichkeit übten sie diese Tätigkeiten nicht aus. Für den tatsächlichen Schutz der Kooperative sorgten fünf Mitglieder der Solnzewo-Bruderschaft, darunter Awerins jüngster Bruder Aleksandr, und erhielten ebenso einen hohen Monatslohn von Rosenbaum. Timofejew verlangte von Rosenbaum auch einen PkW. Er gab ihm, nach Zeugenaussagen, drei Tage Bedenkzeit und nahm sich nach Ablauf dieser Frist einfach einen neuen Volvo. Michailow verbrachte 1 Jahr und 8 Monate in Untersuchungshaft. Anschließend wurde der Fall aus Mangel an Beweisen geschlossen, weil die Zeugen bedroht worden waren und ihre zuvor gemachten Aussagen zurückzogen. Sie behaupteten, sie hätten ihre Aussagen auf Anweisung des Kooperativenbesitzers Rosenbaum getätigt. Bei dieser zweiten Verhaftung Michailows und der anschließenden Untersuchung wurde dessen kriminelle Vereinigung zum ersten Mal von den Behörden als „solnzewskaja gruppirowka“ bezeichnet.
Bei mehreren Durchsuchungen wurden bei Michailow verschiedene Berechtigungsscheine bzw. Ausweise vorgefunden. Ende 1989 fand man bei ihm einen Mitarbeiterausweis einer fiktiven Firma „Fond Armen Heck“, der dem Besitzer das Nutzungsrecht auf ein Fahrzeug der Marke Volvo erteilte. Michailow ließ sich diesen Ausweis von einem Offizier des Pressedienstes des Innenministeriums anfertigen, um für sich Kraftfahrzeugkennzeichen, mit denen Sonderrechte verbunden waren, beantragen zu können. Im November 1994 wurde die Wohnung von Michailow erneut durchsucht und man fand zwei weitere Ausweise. Einer gewährte ihm uneingeschränkten Zugang zur Russischen Präsidialverwaltung (als Mitarbeiter) und der andere wies ihn als CNN-Korrespondenten aus.

## Verhaftung und Auswanderung nach Israel
Zwischen 1991 und 1993 wurde Michailow nicht strafrechtlich verfolgt. Er konnte in dieser Zeit die Einflusssphäre seiner Solnzewo-Bruderschaft ausweiten und seine kriminellen Geschäfte legalisieren. Unter seiner unmittelbaren Beteiligung wurden verschiedene Firmen gegründet: „Maksim“, „SW-Holding“ und „Arbat International“ in Russland, „Magnex“ in Ungarn, „Arigon“ in England sowie „Empirebond“ in Israel.
Im Herbst 1993 wurde Michailow im Zusammenhang mit der Ermordung von Waleri Wlasow, Direktor des Spielkasinos „Waleri“, festgenommen. Es war ermittelt worden, dass alle prestigeträchtigen Spielbanken Moskaus unter der Kontrolle der Solnzewo-Bruderschaft stünden. Michailows Anwalt Pogramkow bezeichnete diese Verdächtigungen als absurd. Michailow wurde noch am Abend der Festnahme aus der Untersuchungshaft freigelassen, ihm folgten am nächsten Tag die anderen 12 Verdächtigen der Bruderschaft. Kurz nach diesem Vorfall verließ Michailow im Dezember 1993 Russland. Als Ursache nannte Pogramkow die unbegründete Verfolgung seines Klienten durch die russischen Strafverfolgungsbehörden. Michailow ließ sich in Israel nieder und erhielt die israelische Staatsbürgerschaft, blieb aber gleichzeitig russischer Staatsangehöriger. Michailow war zu jener Zeit mit einer russischen Jüdin verheiratet, von der er sich später scheiden ließ. Zum anderen war Michailows Mutter jüdisch, was ihm das Recht auf israelische Staatsbürgerschaft verlieh. Im Laufe der gerichtlichen Untersuchung im Zusammenhang mit Michailows Verhaftung 1996 in Genf stellten die Schweizer Behörden fest, dass Michailow, um in Israel eingebürgert zu werden, eine Scheinehe mit Jelena Medwedowskaja eingegangen worden war. Gleichzeitig blieb aber Michailow mit seiner Ehefrau Ludmila verheiratet. Noch während des Gerichtsprozesses in der Schweiz informierte das israelische Innenministerium Michailow 1998 darüber, dass ihm die israelische Staatsbürgerschaft wieder entzogen wird.
In Israel wurde Michailow Vorsitzender der internationalen Nichtregierungsorganisation „Haus der Waisenkinder“, einer Non-Profit-Organisation, und führte zur selben Zeit nach Angaben des Anwalts Pogramkow seine Geschäfte in Österreich, Belgien und den USA. In Belgien war Michailow geschäftsführender Direktor des Unternehmens MAB International, das mit Gebrauchsgütern handelnde Firmen konsultierte. In den USA befand sich K.A.R.T.A. Auto Brokers mit Sitz in Houston, wo Michailow Mitglied im Direktorenrat war. Die Firma bestand lediglich zwischen Juni 1995 und Februar 1998.
1993 kamen Michailow und Awerin mit ihren Familien nach Wien, um dort eine Bleibe zu finden. In der österreichischen Hauptstadt lebten ihre Familien bis 1995. Awerins Kinder besuchten dort die Schule, während Michailow für seine Kinder eine Gouvernante einstellte.
Im November 1994 ließen die Generalstaatsanwaltschaft und der FSB im Zusammenhang mit der Strafsache zur Korruption von Moskauer Rechtsschutzbehörden die Wohnung von Michailow in Solnzewo durchsuchen. In diesem Korruptionsfall bezahlten kriminelle Autoritäten und ihre Anwälte Bestechungsgelder an Mitarbeiter der Miliz, der Bezirksstaatsanwaltschaften und Bezirksgerichte. Der Angestellte eines Cafés Wiktor Klestow, dem Schmiergeldzahlungen an Beamte vorgeworfen wurden, nutzte regelmäßig die Festnetznummer von Sergei Michailow, der vor seiner Ausreise nach Israel seinen Telefonanschluss mit demjenigen des Cafés verbinden ließ. Somit konnte die Staatsanwaltschaft die Wohnung durchsuchen lassen. Sichergestellt wurden dabei eine Pumpgun, 70.000 Dollar und zwei gefälschte Ausweise – der eines Mitarbeiters der Präsidialverwaltung der Russischen Föderation und der eines CNN-Korrespondenten. Die Generalstaatsanwaltschaft strengte daraufhin gegen Michailow ein Verfahren wegen unerlaubten Waffenbesitzes an, das zwei Jahre später in Ermangelung eines Straftatbestands eingestellt wurde.

## Honorarkonsul von Costa Rica
Zusätzlich hatte Michailow große Pläne im Hinblick auf die Entwicklung wirtschaftlicher Beziehungen zwischen Russland und Costa Rica und plante zudem, Honorarkonsul von Costa Rica zu werden. Das costa-ricanische Außenministerium vergab den Titel eines Honorarkonsuls an Michailow im Februar 1994 und sandte dementsprechend einen Diplomatenausweis an das russische Außenministerium, das allerdings Michailows Ernennung nicht anerkannte. Die Pflichten eines Honorarkonsuls hat Michailow daher nie wahrgenommen. In seinem Diplomatenausweis gab Michailow als Berufsbezeichnung den irreführenden Begriff „Professor“ an. Die Ermittler der Moskauer Stadtpolizei gingen davon aus, dass Michailows Hauptinteresse in Costa Rica Kokain war, doch hatten sie dafür keine Beweise.

## Bratwa-Treffen in Tschechien
Zwar ist über den inneren Mechanismus der Solnzewo-Bruderschaft wenig bekannt, doch wird die Bratwa offenbar von einem Gremium aus zwölf Personen gesteuert, welches sich regelmäßig in verschiedenen Teilen der Welt bei festlichen Anlässen trifft. Bei der Geburtstagsfeier von Viktor Awerin in Prag im Mai 1995 nahm die tschechische Polizei Michailow zusammen mit anderen Anwesenden fest. Nach Polizeiangaben versammelten sich dort mehr als dreißig Vertreter der Solnzewo-Bruderschaft. Die Verhafteten wurden zwar noch an demselben Tag wieder freigelassen, doch die tschechischen Behörden verboten Michailow und Awerin die Wiedereinreise.

## Wohltätigkeit
Mitte der 1990er Jahre riefen Michailow und Awerin die Wohltätigkeitsstiftung „Utschastije“ ins Leben, die Kirchen, Gefängnisse und Waisenhäuser unterstützen sollte. Unter anderem bezahlte die Stiftung zum Teil den Bau des Kirchenglockenturms mit 9 Glocken im Dorf Fedosjino. Die größte Glocke mit einem Gewicht von 75 Pud enthält die Aufschrift: „Von Kirchenvorstehern, der Wohltätigkeitsstiftung „Utschastije“, der Firma „SW-Holding“ und der Solnzewskaja Bratwa“. Michailow war auch der Gründer von SW-Holding. Überdies spendete die Stiftung an den Moskauer Strafvollzugsdienst Nr. 1 (inoffizielle Bezeichnung: „Matrosskaja tischina“) Nahrungsmittel, Elektrowaren und 500 Paar Jeans.

## Untersuchungshaft in der Schweiz
1996 emigrierte Michailow in die Schweiz. Am 15. Oktober 1996 wurde er in Genf verhaftet. Seine Schweizer Konten mit mehreren Millionen Dollar wurden sofort eingefroren. Schon 1994 hatten die Schweizer Behörden eine Liste bestehend aus 300 in der Sowjetunion geborenen Personen erstellt, welche der engen Verbindungen mit der russischen Mafia verdächtigt wurden. Dieser Fall, über den sehr ausgiebig die wirtschaftsliberale russische Zeitung Kommersant berichtete, erregte in Russland und der Schweiz großes Aufsehen. Während der Untersuchungshaft saß Michailow im Gefängnis Champ-Dollon im Kanton Genf. Der Generalstaatsanwalt der Russischen Föderation Juri Iljitsch Skuratow gestand, dass seinerzeit seine Untergebenen den Schweizer Behörden eine falsche Information über die kriminellen Aktivitäten Michailows zugespielt hatten. Darin hatte es geheißen, dass Michailow den russländischen Strafverfolgungsbehörden nicht bekannt war. Skuratow erklärte diesen Irrtum damit, dass die infrage kommenden Kriminalakten aus dem Computersystem der russländischen Rechtsschutzorgane entfernt wurden.

### Anklagepunkte
Der formale Grund für Michailows Verhaftung am Genfer Flughafen war die Anklage wegen Verletzung der sogenannten Lex Koller über den Erwerb von Grundstücken durch Ausländer (bei der Beantragung der israelischen Staatsbürgerschaft habe er vergessen, seine früheren Verurteilungen anzugeben). Etwas später kam die Anklage wegen Zugehörigkeit zur organisierten Kriminalität und Geldwäscherei hinzu. Im Wesentlichen berief sich die Anklage aber auf die Tatsache, dass Michailow der Anführer der Solnzewo-Bruderschaft sei, die in Westeuropa bereits einen großen Bekanntheitsgrad erlangt hatte. Die Schweizer Rechtsschutzbehörden stützten sich dabei auf ein Tonband, auf dem ein Gespräch Michailows mit dem russischen Mafioso Sergei Iwanez aus Griechenland aufgezeichnet war. Das Gespräch führte der Angeklagte am 24. April 1996 von seiner Villa in der Gemeinde Borex. Bei dieser Unterhaltung behauptete Michailow, er sei ein Solnzewo-Mitglied und derjenige, der alle Entscheidungen treffe. Zusammengenommen mit den bereits vorhandenen, von den Sicherheitsbehörden verschiedener Länder gesammelten Informationen ergab dies ein Bild der Solnzewo-Banditen, die den Drogenmarkt und die organisierte Prostitution kontrollierten und in zahlreiche Fälle von Schutzgelderpressung und von Auftragsmorden verwickelt waren. Dass Michailow hinter all diesen Verbrechen steckte, sei kaum zu beweisen. Doch sein eigenes, durch Polizeiquellen vielfach bestätigtes Geständnis, an der Spitze der kriminellen Gruppierung zu stehen, verlieh ihm das Image eines „Mafiapaten“.
Bei der Durchsuchung seines Hauses in Borex fand die Genfer Polizei eine von Michailow unterzeichnete Vereinbarung, die ihn verpflichtete, 150 Millionen Dollar an Boris Birschtein zu zahlen. Birschtein soll laut verschiedenen Nachrichtendiensten in den 1980er Jahren KGB-Geld in den Westen transferiert haben. 1982 gründete er in Zürich im Auftrag des KGB die Firma Seabeco. Dann wurde er in mehrere Rechtsfälle verstrickt und verließ Zürich Anfang 1994. Er ging zunächst nach Antwerpen und kehrte dann später in seine lettische Heimatstadt Vilnius zurück. Der mit dem Fall Michailow beauftragte Genfer Untersuchungsrichter Georges Zecchin fand 1997 bei seinen Ermittlungen in Brüssel und Antwerpen heraus, dass Michailow über die „Kredietbank Nederland“ tatsächlich mehrere zehn Millionen Dollar an Birschtein überwiesen hatte.
Zecchin konnte dabei allerdings nicht mit Sicherheit feststellen, ob Birschtein der Geldwäscher der Solnzewo-Bruderschaft war oder auch einer derjenigen, der die Gang kontrollierte. Nach Aussage eines belgischen Polizisten, der 1994 in Antwerpen eine Untersuchung zu Seabeco Belgique (einem Tochterunternehmen von Seabeco) geleitet hatte, lagen Beweise vor, dass Angehörige der russischen Mafia und ehemalige KGB-Agenten enge Kontakte hatten.
Die Anklage nahm sich vor zu beweisen, dass Michailow vor seiner Ankunft in der Schweiz zu einer Mafiagruppe gehört hatte und dass er seine kriminelle Tätigkeit in der Schweiz fortgeführte. Für die aktive Teilhabe an einer organisierten kriminellen Gruppierung sah das Strafgesetzbuch des Kantons Genf eine Strafe von bis zu 7,5 Jahren Freiheitsentzug vor.
Während seiner Haft ließ Michailow über seinen Genfer Anwalt Ralph Oswald Isenegger der Bruderschaft schriftliche Anweisungen zukommen. Isenegger wurde am 16. März 1998 verhaftet, als er von Michailow erhaltenen Dokumente an dessen Verbindungsmann Andrei Kondow übergeben wollte. Der ebenfalls festgenommene Kondow gab zu, Michailow als Verbindungsmann gedient und diverse Unterlagen erhalten und weitergeleitet zu haben. Der Untersuchungsrichter Georges Zecchin plante, einen weiteren Anklagepunkt gegen Michailow vorzubringen: Michailow soll mit Unterstützung seines Anwalts Isenegger seine kriminellen „Operationen“ vom Gefängnis aus weitergeführt haben. Isenegger wurde der Beihilfe einer Verbrecherorganisation angeklagt.

### Zeugen der Anklage
Bei einer Befragung in Miami durch Untersuchungsrichter Zecchin über die Struktur der Solnzewo-Bruderschaft und ihre Rolle in der kriminellen Welt sagte der FBI-Agent Robert Levinson aus, dass die Solnzewskaja von Sergei Michailow angeführt werde und als geheim eingestufte kriminelle Organisation zu kennzeichnen sei. Nummer zwei und „rechte Hand“ Michailows sei Viktor Awerin und der dritte Mann der „Dieb im Gesetz“ Dschemal Chaschidze. Diesen drei sind sogenannte Koordinatoren unterstellt, die Aufgaben unter den Bruderschafts-Mitgliedern verteilen und die Befehlsausführung überwachen. Zu den Koordinatoren zählen Arnold Tamm (Deckname: Arnold Solnzewski), Anatoli Anisimow (Deckname: Bulylolija) und Aleksandr Awerin (Bruder von Viktor Awerin, Deckname: Awera Malenki). Ihnen seien zwischen 5 und 50 Kämpfer unterstellt (bojewiki). Zur Organisationsstruktur gehöre die Gemeinschaftskasse „Obschtschjak“. Levinson nannte drei Schatzmeister der Bruderschaft: Leonid Orlow, Jewgeni Nowizki und Sergei Ferronski. Darüber hinaus gebe es zwei Abteilungen, die für Aufrechterhaltung der Disziplin, Morde und Beilegung von Konflikten mit anderen Gruppierungen verantwortlich seien. Diese Abteilungen werden von Juri Drozhzhin und Aleksandr Sedow geleitet. Levinson führte zwei Beispiele für Abstrafungen von Disziplinverstößen an. Michailow verdächtigte Leonid Orlow, der die Moskauer Firma SV Holding Inc. managte, Gelder der Bruderschaft zu stehlen und genehmigte seinen Mord. Später jedoch, dank der Fürsprache von Sergei Pogramkow, des Anwalts von Michailow, ließ man Orlow am Leben. Doch bestraft wurde er trotzdem: Nach schweren Prügeln nahm man ihm das Auto und die Wohnung weg. Zweites Opfer der „inneren Säuberungen“ wurde Juri Denisow, der es sich während der Geburtstagsfeier von Viktor Awerin am 31. Mai 1995 in Prag vor versammelter Mannschaft erlaubte, Michailow um einen Rechenschaftsbericht über die Nutzung der Obschtschjak-Gelder zu bitten. Michailow erwiderte, es sei nicht die Zeit, dies zu besprechen. Einen Monat später wurde Denisow erschossen.
Ein weitaus wertvollerer Zeuge für die Schweizer Ermittlungsbehörden war Major Nikolai Uporow von der Moskauer Regionalleitung für den Kampf gegen die organisierte Kriminalität. Auf Bitten des Genfer Gerichts kam Uporow in die Schweiz, sagte ganze 17 Stunden lang aus und führte mit Michailow Gespräche über eine Videokamera, damit dieser den Zeugen nicht sehen konnte. Uporow arbeitete seit 1987 im Moskauer Bezirk Gagarinskij, wo die Solnzewo-Bruderschaft mit ihren kriminellen Machenschaften begann und den größten Einfluss besaß. Der russische Offizier gab den Schweizer Behörden teils völlig unbekannte Informationen zu Protokoll. Im Laufe des Verfahrens fragte Michailow den russischen Polizisten, ob dieser tatsächlich Major sei. Nachdem Uporow dies bestätigt hatte, drohte ihm der Angeklagte, er werde nach seiner Rückkehr kein Major mehr sein, sondern dafür gefeuert werden, dass er gegen ihn aussagte. Als Uporow darum bat, die Worte des Angeklagten zu protokollieren, rief Michailow, dass dies lediglich ein Witz gewesen sei. Danach habe er in sein Notizbuch „der Tod ist stärker als der Tod“ (russ. „смерть сильнее смерти“) geschrieben und für Uporow in die Videokamera gehalten. Nach seiner Zeugenaussage gegen Michailow fällte die Solnzewo-Bruderschaft ein Todesurteil über Uporow. Durch massiven Druck seitens seiner korrupten Kollegen aus dem Innenministerium und des FSB verschlechterte sich seine Gesundheit rapide. Uporow bat die Schweiz um politisches Asyl, das ihm auch gewährt wurde. Er erhielt eine Anstellung als Ratgeber der Genfer Polizei in Fragen der russischen Mafia und die Möglichkeit, seine Herzerkrankung behandeln zu lassen.
Wadim Rosenbaum, der frühere Vorsitzende der Kooperative „Fond“, sollte ebenso als wichtiger Zeuge im Fall Michailow auftreten. Rosenbaum war gezwungen worden, die Solnzewo-Banditen in den Personalbestand seiner Firma aufzunehmen, worauf drei Chefs seines Wachpersonals, dann sein Geschäftspartner Wiktor Titow, Vorsitzender der Firma „Tirol“, ums Leben kamen. 1993 floh Rosenbaum schließlich in die Niederlande. 1996 erhielt er eine letzte Warnung von der Bruderschaft, als sie seinen Vater mit zwei Messerstichen in den Kopf in der Stadt Lobnja tötete. Von Rosenbaum erfuhr der Untersuchungsrichter Georges Zecchin über Major Uporow, der versicherte, dass Rosenbaum 1989 über die Erpressung seiner Kooperative seitens Michailow und seiner Bande wahrheitsgemäß ausgesagt und nur aufgrund von Drohungen seine Aussage widerrufen hatte. Doch noch bevor Zecchin mit Rosenbaum einen Termin zur Befragung vereinbaren konnte, wurde dieser im Sommer 1997, also in der heißesten Phase der gerichtlichen Untersuchung, in seiner Villa in Amsterdam durch mehrere Kopfschüsse getötet. Noch kurz vor seinem Tod versprach Rosenbaum telefonisch seine Erfahrungen mit Michailow einem Kommersant-Korrespondenten mitzuteilen, doch in Vorahnung einer Gefahr nahm er davon Abstand.
Es gab noch zwei weitere Zeugen, die mit dem FBI zusammenarbeiteten. Aleksandr Abramowitsch, der ein Juweliergeschäft in Moskau betrieben hatte, berichtete dem Gericht, wie die Solnzewo-Bruderschaft und Michailow persönlich sein Leben zerstört hatten. Abramowitsch war gezwungen, in die USA zu flüchten, nachdem die Solnzewo-Bruderschaft durch Gewaltanwendung von ihm 40 % seiner Einnahmen als Schutzgeld erpresst hatte. Der Zeuge sagte aus, dass er zwischen 1993 und Oktober 1995 eine Million Dollar in bar, 600.000 Dollar als Banküberweisung und 400.000 Dollar als Darlehen an Michailow und seine Gang gezahlt habe.
Der zweite Zeuge war ein ehemaliger Leibwächter, der sich im Zeugenschutzprogramm des FBI befand und vor Gericht unter seinem neuen Namen Michael Schranz auftrat. Schranz wurde in Jugoslawien geboren, kam als Kind nach Österreich und machte eine Ausbildung zum Leibwächter. Er wurde deshalb von Tofik Azimow und David Sanikidze, Statthalter einer georgischen Mafiagruppierung in Moskau und Freund des georgischen Präsidenten Eduard Schewardnadse, in der Wiener Firma Atkom eingestellt. Er war einer von sieben Leibwächtern von Sanikidze. Schranz sagte aus, dass schon damals in der Firma Michailow als Chef der Solnzewskaja Gruppe und Viktor Awerin als seine „rechte Hand“ bezeichnet wurde. Über Atkom wurde das illegal erworbene Geld gewaschen, das per Koffer oder Überweisung aus Russland ankam, während Azimow am Wiener Flughafen Diplomatenpost aus Moskau, die Geld enthielt, abholte. Mit der Geldwäsche bei Atkom befasste sich ein gewisser Professor Wladimir Wolodin, der sich als Arzt von Boris Jelzin vorstellte und eine Fotografie besaß, auf der er mit dem Präsidenten zu sehen war. Wolodin kaufte in Österreich und Israel medizinische Ausrüstung und sendete sie nach Russland. Außerdem äußerte Schranz vor Gericht, der russische Konsul in Österreich Wladimir Koschel unterhielt gute Beziehungen mit Michailow und den Chefs von Atkom. Im April 1994 wurde Schranz ins Büro der Firmenleitung bestellt, wo er Michailow, Azimow, Sanikidze und Eduard Iwankow (den Sohn von Wjatscheslaw Kirillowitsch Iwankow) antraf. Michailow erklärte ihm, sie seien vom Amerikaner Leonid Ventschik (bzw. Venzhik) betrogen worden, und beauftragte Schranz gegen eine Bezahlung von 20 Millionen Schilling mit dessen Ermordung, was Schranz jedoch ablehnte. Etwas später verlangte Azimow von Schranz, seinen Geschäftspartner Sanikidze umzubringen, was der Leibwächter erneut ablehnte. Im Februar 1996 forderte schließlich Sanikidze von Schranz, einen aus Russland angereisten Juden zu töten, was Schranz wiederum verweigerte. Schranz kam extra aus den USA angereist, um vor Gericht gegen Michailow auszusagen. Weil Schranz sich vor dem Genfer Gericht weigerte, seinen wahren Namen preiszugeben, wurde seine eigene Aussage gerichtlich nicht bestätigt und somit irrelevant.

### Verteidigung
Vor Gericht wurde der Angeklagte von den Schweizer Anwälten Alec Reymond und Pascal Maurer sowie vom belgischen Anwalt Xavier Magnée vertreten. Die Verteidigung stellte Michailow als ehrlichen Unternehmer und als Opfer seiner Konkurrenten dar. In der Schweiz habe er lediglich nach Unternehmen gesucht, die den Auftrag zur Sanierung der Moskauer Kanalisationsanlage und zum Bau einer Gaspipeline zwischen Turkmenistan und Ukraine übernehmen könnten. Beide Projekte zusammen hätten einen Umfang von 350 Millionen Dollar. Zudem wurden dem Gericht verschiedene Zeugnisse über Michailows Wohltätigkeit vorgelegt, darunter ein Dankesbrief von Nikolai Barinow, Leiter des Moskauer Strafvollzugsdienstes Nr. 1, für die Anschaffung von 10 Tonnen Salz sowie von Nahrungsmitteln (Milchpulver, Zucker, Cracker, Tee) und Zigaretten durch Michailows Stiftung „Utschastije“. Weitere Wohltätigkeit ließ Michailow zudem der 176. Milizabteilung, der Christi-Verklärungs-Patriarchalkirche und dem Waisenhaus Nr. 2 in Moskau zukommen.
Als Zeuge der Verteidigung rief der ehemalige US-Justizminister Ramsey Clark das Gericht dazu auf, der Aussage des FBI-Agenten Robert Levinson keinen Glauben zu schenken. Der russische Unternehmer Leonid Orlow, der von Levinson als Schatzmeister der Bratwa identifiziert und einer Strafaktion seiner Kumpanen ausgesetzt worden war, sagte unter Eid aus, er sei niemals verprügelt worden und habe niemandem sein Auto und seine Wohnung übergeben. Hierbei kam heraus, dass Levinson bei seiner Aussage ein Fehler unterlaufen war. Sein Informant verwechselte Leonid Orlow mit Aleksei Kaschajew, einem anderen Anführer der Solnzewo-Bruderschaft, der tatsächlich von der Bratwa bestraft worden war.
Wichtige Zeugen der Verteidigung waren zudem Schweizer Geschäftsleute, die an der Realisierung von Michailows Projekten (Moskauer Kanalisation, Gaspipeline) beteiligt waren. Zur Unterstützung der Zusammenarbeit zwischen der Moskauer Holding Sistema (Vorsitzender: Jewgeni Nowizki, von Levinson als einer der drei Bratwa-Schatzmeister benannt) und dem ukrainischen Energieunternehmen Itera wurden im Kanton Waadt vier Firmen gegründet: die Unternehmensberatung Plamosa Management & Finance (gegründet 1992), Eastline S.A., wo Michailow Verwaltungsdirektor war, Cougar Distribution S.A. (gegründet 1991) und SCFI (mit einem Gründungskapital von 100.000 CHF). Im Laufe des Gerichtsprozesses stellte sich heraus, dass alle vier Firmen denselben Buchhalter hatten. Mit den Schweizer Firmen wurde 1997 ein Vertrag geschlossen zur Schaffung eines Investitionsfonds, der die Sanierung der Moskauer Kanalisation finanzieren sollte. Doch gelang es den Schweizern nicht, die nötigen Geldmittel zu akquirieren. Vor Gericht kam im Hinblick auf das Gaspipeline-Projekt zur Sprache, dass sich Michailow persönlich 1996 in Belgien mit Vertretern von Itera traf. Bei dieser Zusammenkunft, vermittelt vom Chef der Seabeco Group Boris Birnstein, konnte allerdings keine Einigung erzielt werden. Die Itera-Vertreter waren nicht mit den Konditionen der Solnzewskaja Bratwa einverstanden. Michailows Schweizer Geschäftspartner beschrieben in einem Brief, der Angeklagte habe in Moskau hohes Ansehen genossen. Bei ihrer Ankunft in Moskau seien sie mit Polizeifahrzeugen, mit Blaulicht und Sirenen durch die Stadt eskortiert worden und seien vom Moskauer Vizeminister empfangen worden. Michailow sei mit Gorbatschow und dessen Frau bekannt und eng mit dem herrschenden politischen Milieu unter Präsident Jelzin verbunden.

### Gerichtsurteil
Trotz großer Bemühungen des Untersuchungsrichters Georges Zecchin gelang es nicht zu beweisen, dass Michailows Investitionen in Höhe von 3 Millionen Franken in verschiedene Schweizer Firmen einen kriminellen Hintergrund hatten. Das Genfer Gericht kam im Dezember 1998 zu der Entscheidung, dass Michailow nicht der Anführer einer Verbrecherorganisation war. Die Zeugenaussagen der ehemaligen russischen Staatsbürger gegen Michailow hatten vor Gericht keine große Wirkung, da das Schweizer Strafgesetzbuch lediglich eine Bestrafung bei Vergehen gegen die Schweiz oder ihre Bürger vorsieht. Im Prozess konnte Michailow vom Vorwurf der Geldwäsche entlastet werden und wurde aus Mangel an Beweisen freigesprochen. Die Schweizer Behörden behaupteten, die russischen Strafverfolgungsinstanzen hätten eine Zusammenarbeit bezüglich der Untersuchung des Falls Michailow verweigert, was von der russischen Seite 1999 teilweise eingeräumt wurde. Im Juli 2000 hatte ein Schweizer Gericht Michailows Klage wegen versäumter Einkünfte während der zweijährigen Untersuchungshaft stattgegeben, so dass die Genfer Behörden 530.000 Dollar Entschädigung an Michailow zahlen mussten.
Major Nikolai Uporow war überzeugt, dass der russische Generalstaatsanwalt Juri Skuratow nicht genug unternommen hatte, um den Solnzewo-Anführer hinter Gitter zu bringen. Zwar hatte Skuratow als erster unter den hochrangigen russischen Beamten offen erklärt, Michailow sei der Anführer einer Verbrecherorganisation, hatte zahlreiche Untersuchungen innerhalb seiner Behörde initiiert und sich freiwillig als Zeuge gegen Michailow gemeldet. Seine Aussage vor dem Genfer Gericht hätte, nach Meinung Uporows, den ganzen Prozessverlauf entscheidend beeinflussen können. Doch Skuratow erschien nicht vor Gericht, worin Uporow ein bedeutungsvolles Zeichen sah.

## Weitere Entwicklungen
Nach dem Freispruch musste Michailow die Schweiz verlassen. Da er auch keine israelische Staatsbürgerschaft mehr besaß, blieb ihm nichts anderes übrig, als nach Moskau zurückkehren. Im Jahr 1997, noch während seiner Untersuchungshaft, standen große Unternehmen innerhalb und außerhalb Russlands in den Bereichen Erdölhandel, Werbung, Telekommunikation und Tourismus unter Michailows Kontrolle. Er kontrollierte zudem praktisch den gesamten elektronischen Zahlungsverkehr der Uralregion.
Zu Beginn 1999 wurde Michailow im Zusammenhang mit der Untersuchung zur Organisation der Solnzewskaja-Gruppierung bei der Generalstaatsanwaltschaft vorgeladen. Im Oktober 1999 war er während nur zwei Tagen für die Konservative Partei Russlands Kandidat des südrussischen Stadtkreises Taganrog, bis sich herausstellte, dass er es versäumt hatte, bei der Anmeldung zum Kandidaten seine griechische Staatsbürgerschaft anzugeben. Zwischen 2000 und 2001 verweigerten die Schengenstaaten, die USA, Ungarn, Lettland und Tunesien Michailow die Ausstellung von Einreisevisa, und die französischen Behörden verwehrten ihm aus Sicherheitsüberlegungen die Einreise in Frankreich. Michailows Name tauchte außerdem im Zusammenhang mit der Operation „Spinnennetz“ auf, die die italienische Polizei im Zusammenhang mit der Geldwäsche der russischen Mafiagelder durchführte. Einer der Zeugen gab nämlich an, Michailow habe große Geldsummen in Italien legalisiert.
Wie bereits Ende der 1980er Jahre ging Michailow noch 2010 am Flughafen Moskau-Wnukowo weiterhin seinen Geschäften nach, doch nicht mehr in kleinen Verkaufsständen, sondern in den Frachtgebäuden des Flughafens. Über die Firma „Aerotorija“ kontrollierten Michailow und seine Geschäftspartner 75 % des Unternehmens Wnukowo terminal, das im Jahr 2009 243,7 Millionen Rubel Gewinn einbrachte.
Michailow und Awerin gründeten zusammen mit Semjon Mogilewitsch 1992 in Budapest das Unternehmen YBM Magnex International. Der Firmensitz wurde schon bald nach Pennsylvania verlagert. 1994 ließen sie die YBM-Aktien an der Börse von Toronto notieren, weil Kanadas Börse nur wenig reglementiert war. Die Hauptaktionäre waren dabei die Ehefrauen von Michas und Awera – Ljudmila Michailowa und Ljudmila Awerina. Die Firma stellte offiziell Industriemagnete her, wurde aber in erster Linie zur Einschleusung von Mafiageldern in die nordamerikanischen Märkte benutzt.
Michailow war eine Zeit lang Geschäftspartner von Dmitri Amunz, dem späteren stellvertretenden Kultusminister. Bis 2003 besaß Michailow 3,9 % am Unternehmen Merkator Holding, das dem Staat Straßenbautechnik und städtische Nutzfahrzeuge (Straßenkehrmaschinen, Müllwagen etc.) lieferte, während Amunz 46,16 % gehörten. Zwischen 1998 und 2007 verdiente Merkator 3,5 Milliarden Rubel. Nach der Aussage des Vorsitzenden und Miteigentümers von Merkator Stanislaw Nikolajew hatte Michailow das Unternehmen in der Anfangsphase finanziell unterstützt, als die Fabrik hoch verschuldet war und den Arbeitern die Gehälter nicht auszahlen konnte.
2002 gründeten Michailow, Awerin und die Schweizer Firma Tonalito AG mit Sitz in Glarus das Unternehmen MTK-international in Moskau.
Michailow und Awerin kauften 2007 über MTK-international das Hotel „Zentralnyj dom turista“ (Zentrales Touristenhaus) – 33 Stockwerke mit 65.000 m², 495 Zimmern, 3 Restaurants und 3 Konferenzsälen –, das sie renovieren ließen und 2009 unter dem neuen Namen „Astrus“ wiedereröffneten. Michailows Büro zog in dieses Hochhaus.
Seit Januar 2010 sind Michailow und Awerin Besitzer der Moskauer Kommerzfirma Dom mebeli (Möbelhaus), die auf den Handel mit Lebensmitteln umgestellt wurde.

## Klage gegen Nawalny
Im August 2017 reichte Michailow vor einem Moskauer Gericht eine Klage gegen Alexei Nawalny ein. Grund dafür war, dass die von Nawalny geführte Anti-Korruptions-Stiftung (Фонд борьбы с коррупцией) einen investigativen Dokumentarfilm über die dubiösen Familiengeschäfte von Juri Tschaika ins Netz gestellt hatte, in dem Michailow angeblich als Chef des kriminellen Syndikats "Solntsewskaja Bratwa" erwähnt werden soll. Wegen „Beleidigung der Ehre und Würde“ forderte der Kläger von Nawalny, allerdings erfolglos, eine Schmerzensgeldzahlung in Höhe von 250.000 Rubel.

## Privatleben
Michailow hat mindestens zwei Töchter: Aleksandra und Wera. Am 7. Oktober 2002 heiratete Aleksandra Alan Sergejewitsch Azizjan (bzw. Dawydow). An der Hochzeitsfeier in einem Moskauer Restaurant nahmen etwa 500 Gäste teil, darunter zahlreiche Prominente: Sängerin Irina Alexandrowna Allegrowa, Schriftsteller Lion Izmailow, Chansonsänger Alexander Jakowlewitsch Rosenbaum, Sänger Iossif Dawydowitsch Kobson, Musiker Juri Michailowitsch Antonow, Schauspieler Leonid Arkadjewitsch Jakubowitsch, Dichter Michail Isajewitsch Tanitsch, Sängerin Irina Adolfowna Otijewa, Dichterin Larisa Aleksejewna Rubalskaja und Präsident des russischen Olympischen Komitees Leonid Wassiljewitsch Tjagatschow.